# Otto Ohlendorf

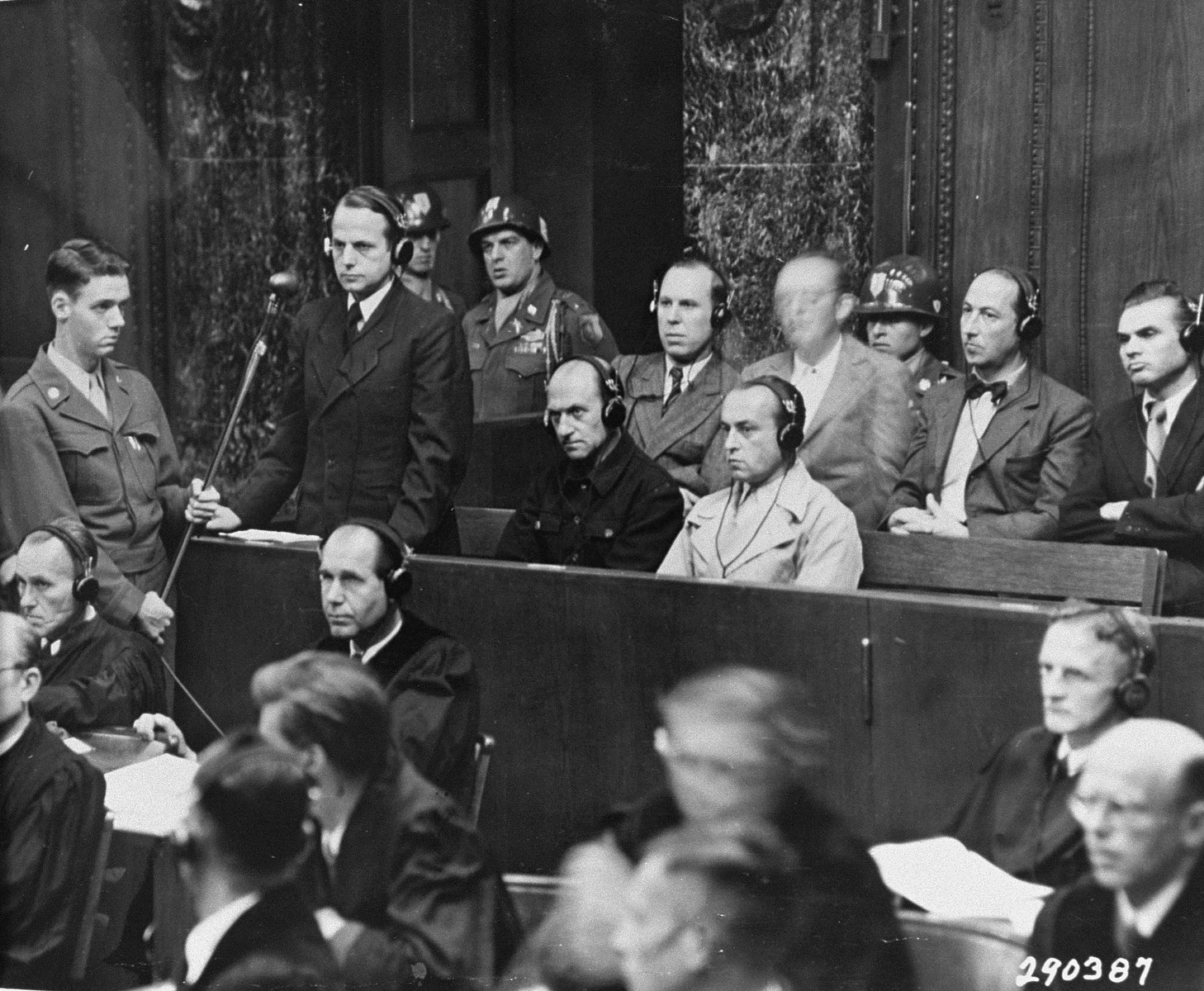
Ohlendorf verklaart zichzelf onschuldig tijdens het Einsatzgruppenproces in Neurenberg

Dr. Otto Ohlendorf (Hoheneggelsen, 4 februari 1907 - Landsberg am Lech, 8 juni 1951) behoorde tot de jonge, carrière-gerichte SS-intelligentsia en was zowel een vooraanstaand economisch expert als hooggeplaatst bureaucraat bij de centrale veiligheidsdienst (SD). Later in zijn loopbaan moest hij zijn hardheid bewijzen door gedurende een jaar leiding te geven aan voornamelijk op Joden gerichte uitroeiingscampagnes in Rusland en Oekraïne, hetgeen hem in Neurenberg de kop kostte.

## Levensloop
Otto Ohlendorf werd in 1907 geboren te Hoheneggelsen nabij Hildesheim en Hannover als zoon van een boer met eigen bedrijf. In 1925 werd hij lid van de NSDAP, in het jaar daarop voegde hij zich bij de SS. Ohlendorf studeerde economie en rechten aan de Universiteit van Leipzig en de Universiteit van Göttingen; tegen 1930 gaf hij lezingen aan verscheidene economische instituten. In 1936 werd hij economisch adviseur van de SD, in de rang van Hauptsturmführer. In mei 1936 promoveerde hij tot Sturmbannführer, in 1939 tot Standartenführer. In datzelfde jaar werd hij hoofd van afdeling III SD-Inland van het Reichssicherheitshauptamt (RSHA), een positie die hij behield tot 1945. Vanaf 1943 was hij bovendien assistent-directeur van het ministerie van economische zaken, waarna hij in 1944 tot Gruppenführer bevorderd werd. Na Hitlers dood maakte Ohlendorf ten slotte deel uit van de zg. Flensburgregering in de hoedanigheid van vicestaatssecretaris van economische zaken.
In juni 1941 werd Ohlendorf door Reinhard Heydrich tot commandant benoemd van Einsatzgruppe D die actief was in Zuid-Oekraïne en op de Krim en daar meer dan 90.000 executies uitvoerde. Onder Ohlendorfs bevel was Einsatzgruppe D ook verantwoordelijk voor de beruchte executie van minstens 14.300 Joden bij Simferopol (13 december 1941). In 1943 werd een van de hoofddaders van het Bloedbad van Babi Jar, Kuno Callsen, die deel had uitgemaakt van Einsatzgruppe C, Ohlendorfs persoonlijke assistent in het RSHA.
Tijdens de Processen van Neurenberg werd een afzonderlijk strafproces tegen de leiders van de Einsatzgruppen gevoerd. Voor de speciale aanklager Benjamin Ferencz was Ohlendorf zowel hoofdverdachte als kroongetuige. Ohlendorf betuigde geen spijt voor zijn daden, herhaalde woordelijk Himmlers rechtvaardiging voor het doden van kinderen (waaruit immers een generatie van wrekers zou kunnen groeien) en toonde verder vooral bezorgdheid om de psychische belasting van degenen die de executies moesten uitvoeren. Hij werd ter dood veroordeeld en op 8 juni 1951 opgehangen, ondanks gratieverzoeken van onder anderen de Duitse Bondspresident.

## Carrière
Ohlendorf bekleedde verschillende rangen in zowel de Politie als Allgemeine-SS. De volgende tabel laat zien dat de bevorderingen niet synchroon liepen.
| Datums                           | Sturmabteilung | Allgemeine-SS          | Politie                     | NSDAP                       | Flensburgregering  |
| -------------------------------- | -------------- | ---------------------- | --------------------------- | --------------------------- | ------------------ |
| 28 mei 1925                      | SA-Mann        | —                      | —                           | —                           | —                  |
| Juli 1929                        | —              | —                      | —                           | Kreisredner der NSDAP       | —                  |
| Februari 1933                    | —              | —                      | —                           | Ortsgruppenleiter der NSDAP | —                  |
| 9 juli 1936                      | —              | SS-Hauptsturmführer    | —                           | —                           | —                  |
| 20 april 1937                    | —              | SS-Sturmbannführer     | —                           | —                           | —                  |
| 9 november 1938                  | —              | SS-Obersturmbannführer | —                           | —                           | —                  |
| 1 januari 1940                   | —              | SS-Standartenführer    | —                           | —                           | —                  |
| 9 november 1941 - 5 oktober 1941 | —              | SS-Oberführer          | —                           | —                           | —                  |
| 16 juli 1942                     | —              | SS-Brigadeführer       | Generalmajor der Polizei    | —                           | —                  |
| 9 november 1944                  | —              | SS-Gruppenführer       | Generalleutnant der Polizei | —                           | —                  |
| 6 mei 1945                       | —              | —                      | —                           | —                           | Ministrialdirektor |

## Lidmaatschapsnummers
- NSDAP-nr.: 6631[15][16] (lid geworden 28 mei 1925[13][11])
- SS-nr.: 880[15][16] (lid geworden 1927[11])

## Decoraties
Selectie:
- Kruis voor Oorlogsverdienste, 1e Klasse[16][13] (30 januari 1942[14]) en 2e Klasse (1941/1942[13]) met Zwaarden[2]
- Gouden Ereteken van de NSDAP[16][13][2] (nr.6531[17]) in 1934[14]
- Dienstonderscheiding van de SS[13], 4e Graad (4 dienstjaren)[2]
- Ehrendegen des Reichsführers-SS[16][13][2] in 1938[14]
- SS-Ehrenring[16][13][2][14]
- Ehrenwinkel der Alten Kämpfer[2][14]
- Commandeur in de Orde van de Ster van Roemenië op 15 januari 1943[2][11]